# Clasificación para el Campeonato de Europa Sub-19 de la UEFA 2026
La competición de clasificación para el Campeonato Europeo de la UEFA Sub-19 2026 es una competición de fútbol masculino sub-19 que determinará los siete equipos que se unirán a la anfitriona automáticamente clasificada, en la fase final del campeonato. Los jugadores nacidos a partir del 1 de enero de 2007 son elegibles para participar.

## Formato
La competición clasificatoria constará de las siguientes dos rondas:
- Ronda de clasificación: A excepción de España, que pasa directamente a la ronda élite por ser el equipo con mayor coeficiente de clasificación, los 52 equipos restantes se dividirán en 13 grupos de cuatro equipos. Cada grupo se jugará a liguilla contra uno de los equipos seleccionados como anfitriones tras el sorteo. Los 13 ganadores de grupo, los 13 segundos y el mejor tercer clasificado avanzarán a la ronda élite.[2]
- Ronda élite: Los 28 equipos se dividirán en siete grupos de cuatro equipos. Cada grupo se jugará en formato de todos contra todos contra uno de los equipos seleccionados como anfitriones tras el sorteo. Los siete ganadores de grupo se clasificarán para la fase final.[3]

## Sorteo
El sorteo se realizó el 5 de diciembre de 2024.

## Ronda de clasificación

### Grupo 1
| Equipo       | Pts | PJ | PG | PE | PP | GF | GC | Dif | Situación                         |
| ------------ | --- | -- | -- | -- | -- | -- | -- | --- | --------------------------------- |
| Irlanda      | 0   | 0  | 0  | 0  | 0  | 0  | 0  | 0   | Avanzan a Ronda Élite             |
| Países Bajos | 0   | 0  | 0  | 0  | 0  | 0  | 0  | 0   | Avanzan a Ronda Élite             |
| Chipre       | 0   | 0  | 0  | 0  | 0  | 0  | 0  | 0   | Posible Mejor 3ero. a Ronda Élite |
| Kazajistán   | 0   | 0  | 0  | 0  | 0  | 0  | 0  | 0   |                                   |

| 12 de noviembre de 2025 | Irlanda | vs. | Kazajistán |                   |  |
|                         |         |     |            | Árbitro(s): [[ ]] |  |

| 12 de noviembre de 2025 | Chipre | vs. | Países Bajos |                   |  |
|                         |        |     |              | Árbitro(s): [[ ]] |  |

| 15 de noviembre de 2025 | Irlanda | vs. | Chipre |                   |  |
|                         |         |     |        | Árbitro(s): [[ ]] |  |

| 15 de noviembre de 2025 | Países Bajos | vs. | Kazajistán |                   |  |
|                         |              |     |            | Árbitro(s): [[ ]] |  |

| 18 de noviembre de 2025 | Países Bajos | vs. | Irlanda |                   |  |
|                         |              |     |         | Árbitro(s): [[ ]] |  |

| 18 de noviembre de 2025 | Kazajistán | vs. | Chipre |                   |  |
|                         |            |     |        | Árbitro(s): [[ ]] |  |

### Grupo 2
| Equipo      | Pts | PJ | PG | PE | PP | GF | GC | Dif | Situación                         |
| ----------- | --- | -- | -- | -- | -- | -- | -- | --- | --------------------------------- |
| Francia     | 0   | 0  | 0  | 0  | 0  | 0  | 0  | 0   | Avanzan a Ronda Élite             |
| Hungría     | 0   | 0  | 0  | 0  | 0  | 0  | 0  | 0   | Avanzan a Ronda Élite             |
| Bulgaria    | 0   | 0  | 0  | 0  | 0  | 0  | 0  | 0   | Posible Mejor 3ero. a Ronda Élite |
| Islas Feroe | 0   | 0  | 0  | 0  | 0  | 0  | 0  | 0   |                                   |

| 12 de noviembre de 2025 | Francia | vs. | Islas Feroe |                   |  |
|                         |         |     |             | Árbitro(s): [[ ]] |  |

| 12 de noviembre de 2025 | Bulgaria | vs. | Hungría |                   |  |
|                         |          |     |         | Árbitro(s): [[ ]] |  |

| 15 de noviembre de 2025 | Francia | vs. | Bulgaria |                   |  |
|                         |         |     |          | Árbitro(s): [[ ]] |  |

| 15 de noviembre de 2025 | Hungría | vs. | Islas Feroe |                   |  |
|                         |         |     |             | Árbitro(s): [[ ]] |  |

| 18 de noviembre de 2025 | Hungría | vs. | Francia |                   |  |
|                         |         |     |         | Árbitro(s): [[ ]] |  |

| 18 de noviembre de 2025 | Islas Feroe | vs. | Bulgaria |                   |  |
|                         |             |     |          | Árbitro(s): [[ ]] |  |

### Grupo 3
| Equipo        | Pts | PJ | PG | PE | PP | GF | GC | Dif | Situación                         |
| ------------- | --- | -- | -- | -- | -- | -- | -- | --- | --------------------------------- |
| Turquía       | 0   | 0  | 0  | 0  | 0  | 0  | 0  | 0   | Avanzan a Ronda Élite             |
| Grecia        | 0   | 0  | 0  | 0  | 0  | 0  | 0  | 0   | Avanzan a Ronda Élite             |
| Bielorrusia   | 0   | 0  | 0  | 0  | 0  | 0  | 0  | 0   | Posible Mejor 3ero. a Ronda Élite |
| Liechtenstein | 0   | 0  | 0  | 0  | 0  | 0  | 0  | 0   |                                   |

| 12 de noviembre de 2025 | Turquía | vs. | Liechtenstein |                   |  |
|                         |         |     |               | Árbitro(s): [[ ]] |  |

| 12 de noviembre de 2025 | Bielorrusia | vs. | Grecia |                   |  |
|                         |             |     |        | Árbitro(s): [[ ]] |  |

| 15 de noviembre de 2025 | Turquía | vs. | Bielorrusia |                   |  |
|                         |         |     |             | Árbitro(s): [[ ]] |  |

| 15 de noviembre de 2025 | Grecia | vs. | Liechtenstein |                   |  |
|                         |        |     |               | Árbitro(s): [[ ]] |  |

| 18 de noviembre de 2025 | Grecia | vs. | Turquía |                   |  |
|                         |        |     |         | Árbitro(s): [[ ]] |  |

| 18 de noviembre de 2025 | Liechtenstein | vs. | Bielorrusia |                   |  |
|                         |               |     |             | Árbitro(s): [[ ]] |  |

### Grupo 4
| Equipo     | Pts | PJ | PG | PE | PP | GF | GC | Dif | Situación                         |
| ---------- | --- | -- | -- | -- | -- | -- | -- | --- | --------------------------------- |
| Israel     | 0   | 0  | 0  | 0  | 0  | 0  | 0  | 0   | Avanzan a Ronda Élite             |
| Austria    | 0   | 0  | 0  | 0  | 0  | 0  | 0  | 0   | Avanzan a Ronda Élite             |
| Eslovenia  | 0   | 0  | 0  | 0  | 0  | 0  | 0  | 0   | Posible Mejor 3ero. a Ronda Élite |
| Luxemburgo | 0   | 0  | 0  | 0  | 0  | 0  | 0  | 0   |                                   |

| 8 de noviembre de 2025 | Israel | vs. | Luxemburgo |                   |  |
|                        |        |     |            | Árbitro(s): [[ ]] |  |

| 8 de noviembre de 2025 | Eslovenia | vs. | Austria |                   |  |
|                        |           |     |         | Árbitro(s): [[ ]] |  |

| 11 de noviembre de 2025 | Israel | vs. | Eslovenia |                   |  |
|                         |        |     |           | Árbitro(s): [[ ]] |  |

| 11 de noviembre de 2025 | Austria | vs. | Luxemburgo |                   |  |
|                         |         |     |            | Árbitro(s): [[ ]] |  |

| 14 de noviembre de 2025 | Austria | vs. | Israel |                   |  |
|                         |         |     |        | Árbitro(s): [[ ]] |  |

| 14 de noviembre de 2025 | Luxemburgo | vs. | Eslovenia |                   |  |
|                         |            |     |           | Árbitro(s): [[ ]] |  |

### Grupo 5
| Equipo     | Pts | PJ | PG | PE | PP | GF | GC | Dif | Situación                         |
| ---------- | --- | -- | -- | -- | -- | -- | -- | --- | --------------------------------- |
| Ucrania    | 0   | 0  | 0  | 0  | 0  | 0  | 0  | 0   | Avanzan a Ronda Élite             |
| Eslovaquia | 0   | 0  | 0  | 0  | 0  | 0  | 0  | 0   | Avanzan a Ronda Élite             |
| Montenegro | 0   | 0  | 0  | 0  | 0  | 0  | 0  | 0   | Posible Mejor 3ero. a Ronda Élite |
| Albania    | 0   | 0  | 0  | 0  | 0  | 0  | 0  | 0   |                                   |

| 12 de noviembre de 2025 | Ucrania | vs. | Albania |                   |  |
|                         |         |     |         | Árbitro(s): [[ ]] |  |

| 12 de noviembre de 2025 | Montenegro | vs. | Eslovaquia |                   |  |
|                         |            |     |            | Árbitro(s): [[ ]] |  |

| 15 de noviembre de 2025 | Ucrania | vs. | Montenegro |                   |  |
|                         |         |     |            | Árbitro(s): [[ ]] |  |

| 15 de noviembre de 2025 | Eslovaquia | vs. | Albania |                   |  |
|                         |            |     |         | Árbitro(s): [[ ]] |  |

| 18 de noviembre de 2025 | Eslovaquia | vs. | Ucrania |                   |  |
|                         |            |     |         | Árbitro(s): [[ ]] |  |

| 18 de noviembre de 2025 | Albania | vs. | Montenegro |                   |  |
|                         |         |     |            | Árbitro(s): [[ ]] |  |

### Grupo 6
| Equipo    | Pts | PJ | PG | PE | PP | GF | GC | Dif | Situación                         |
| --------- | --- | -- | -- | -- | -- | -- | -- | --- | --------------------------------- |
| Serbia    | 0   | 0  | 0  | 0  | 0  | 0  | 0  | 0   | Avanzan a Ronda Élite             |
| Croacia   | 0   | 0  | 0  | 0  | 0  | 0  | 0  | 0   | Avanzan a Ronda Élite             |
| Georgia   | 0   | 0  | 0  | 0  | 0  | 0  | 0  | 0   | Posible Mejor 3ero. a Ronda Élite |
| Gibraltar | 0   | 0  | 0  | 0  | 0  | 0  | 0  | 0   |                                   |

| 12 de noviembre de 2025 | Serbia | vs. | Gibraltar |                   |  |
|                         |        |     |           | Árbitro(s): [[ ]] |  |

| 12 de noviembre de 2025 | Georgia | vs. | Croacia |                   |  |
|                         |         |     |         | Árbitro(s): [[ ]] |  |

| 15 de noviembre de 2025 | Serbia | vs. | Georgia |                   |  |
|                         |        |     |         | Árbitro(s): [[ ]] |  |

| 15 de noviembre de 2025 | Croacia | vs. | Gibraltar |                   |  |
|                         |         |     |           | Árbitro(s): [[ ]] |  |

| 18 de noviembre de 2025 | Croacia | vs. | Serbia |                   |  |
|                         |         |     |        | Árbitro(s): [[ ]] |  |

| 18 de noviembre de 2025 | Gibraltar | vs. | Georgia |                   |  |
|                         |           |     |         | Árbitro(s): [[ ]] |  |

### Grupo 7
| Equipo    | Pts | PJ | PG | PE | PP | GF | GC | Dif | Situación                         |
| --------- | --- | -- | -- | -- | -- | -- | -- | --- | --------------------------------- |
| Rumania   | 0   | 0  | 0  | 0  | 0  | 0  | 0  | 0   | Avanzan a Ronda Élite             |
| Islandia  | 0   | 0  | 0  | 0  | 0  | 0  | 0  | 0   | Avanzan a Ronda Élite             |
| Finlandia | 0   | 0  | 0  | 0  | 0  | 0  | 0  | 0   | Posible Mejor 3ero. a Ronda Élite |
| Andorra   | 0   | 0  | 0  | 0  | 0  | 0  | 0  | 0   |                                   |

| 12 de noviembre de 2025 | Rumania | vs. | Andorra |                   |  |
|                         |         |     |         | Árbitro(s): [[ ]] |  |

| 12 de noviembre de 2025 | Finlandia | vs. | Islandia |                   |  |
|                         |           |     |          | Árbitro(s): [[ ]] |  |

| 15 de noviembre de 2025 | Rumania | vs. | Finlandia |                   |  |
|                         |         |     |           | Árbitro(s): [[ ]] |  |

| 15 de noviembre de 2025 | Islandia | vs. | Andorra |                   |  |
|                         |          |     |         | Árbitro(s): [[ ]] |  |

| 18 de noviembre de 2025 | Islandia | vs. | Rumania |                   |  |
|                         |          |     |         | Árbitro(s): [[ ]] |  |

| 18 de noviembre de 2025 | Andorra | vs. | Finlandia |                   |  |
|                         |         |     |           | Árbitro(s): [[ ]] |  |

### Grupo 8
| Equipo     | Pts | PJ | PG | PE | PP | GF | GC | Dif | Situación                         |
| ---------- | --- | -- | -- | -- | -- | -- | -- | --- | --------------------------------- |
| Inglaterra | 0   | 0  | 0  | 0  | 0  | 0  | 0  | 0   | Avanzan a Ronda Élite             |
| Escocia    | 0   | 0  | 0  | 0  | 0  | 0  | 0  | 0   | Avanzan a Ronda Élite             |
| Letonia    | 0   | 0  | 0  | 0  | 0  | 0  | 0  | 0   | Posible Mejor 3ero. a Ronda Élite |
| Lituania   | 0   | 0  | 0  | 0  | 0  | 0  | 0  | 0   |                                   |

| 12 de noviembre de 2025 | Inglaterra | vs. | Lituania |                   |  |
|                         |            |     |          | Árbitro(s): [[ ]] |  |

| 12 de noviembre de 2025 | Letonia | vs. | Escocia |                   |  |
|                         |         |     |         | Árbitro(s): [[ ]] |  |

| 15 de noviembre de 2025 | Inglaterra | vs. | Letonia |                   |  |
|                         |            |     |         | Árbitro(s): [[ ]] |  |

| 15 de noviembre de 2025 | Escocia | vs. | Lituania |                   |  |
|                         |         |     |          | Árbitro(s): [[ ]] |  |

| 18 de noviembre de 2025 | Escocia | vs. | Inglaterra |                   |  |
|                         |         |     |            | Árbitro(s): [[ ]] |  |

| 18 de noviembre de 2025 | Lituania | vs. | Letonia |                   |  |
|                         |          |     |         | Árbitro(s): [[ ]] |  |

### Grupo 9
| Equipo               | Pts | PJ | PG | PE | PP | GF | GC | Dif | Situación                         |
| -------------------- | --- | -- | -- | -- | -- | -- | -- | --- | --------------------------------- |
| Italia               | 0   | 0  | 0  | 0  | 0  | 0  | 0  | 0   | Avanzan a Ronda Élite             |
| Polonia              | 0   | 0  | 0  | 0  | 0  | 0  | 0  | 0   | Avanzan a Ronda Élite             |
| Bosnia y Herzegovina | 0   | 0  | 0  | 0  | 0  | 0  | 0  | 0   | Posible Mejor 3ero. a Ronda Élite |
| Moldavia             | 0   | 0  | 0  | 0  | 0  | 0  | 0  | 0   |                                   |

| 12 de noviembre de 2025 | Italia | vs. | Moldavia |                   |  |
|                         |        |     |          | Árbitro(s): [[ ]] |  |

| 12 de noviembre de 2025 | Bosnia y Herzegovina | vs. | Polonia |                   |  |
|                         |                      |     |         | Árbitro(s): [[ ]] |  |

| 15 de noviembre de 2025 | Italia | vs. | Bosnia y Herzegovina |                   |  |
|                         |        |     |                      | Árbitro(s): [[ ]] |  |

| 15 de noviembre de 2025 | Polonia | vs. | Moldavia |                   |  |
|                         |         |     |          | Árbitro(s): [[ ]] |  |

| 18 de noviembre de 2025 | Polonia | vs. | Italia |                   |  |
|                         |         |     |        | Árbitro(s): [[ ]] |  |

| 18 de noviembre de 2025 | Moldavia | vs. | Bosnia y Herzegovina |                   |  |
|                         |          |     |                      | Árbitro(s): [[ ]] |  |

### Grupo 10
| Equipo     | Pts | PJ | PG | PE | PP | GF | GC | Dif | Situación                         |
| ---------- | --- | -- | -- | -- | -- | -- | -- | --- | --------------------------------- |
| Dinamarca  | 0   | 0  | 0  | 0  | 0  | 0  | 0  | 0   | Avanzan a Ronda Élite             |
| Suiza      | 0   | 0  | 0  | 0  | 0  | 0  | 0  | 0   | Avanzan a Ronda Élite             |
| Suecia     | 0   | 0  | 0  | 0  | 0  | 0  | 0  | 0   | Posible Mejor 3ero. a Ronda Élite |
| San Marino | 0   | 0  | 0  | 0  | 0  | 0  | 0  | 0   |                                   |

| 12 de noviembre de 2025 | Dinamarca | vs. | San Marino |                   |  |
|                         |           |     |            | Árbitro(s): [[ ]] |  |

| 12 de noviembre de 2025 | Suecia | vs. | Suiza |                   |  |
|                         |        |     |       | Árbitro(s): [[ ]] |  |

| 15 de noviembre de 2025 | Dinamarca | vs. | Suecia |                   |  |
|                         |           |     |        | Árbitro(s): [[ ]] |  |

| 15 de noviembre de 2025 | Suiza | vs. | San Marino |                   |  |
|                         |       |     |            | Árbitro(s): [[ ]] |  |

| 18 de noviembre de 2025 | Suiza | vs. | Dinamarca |                   |  |
|                         |       |     |           | Árbitro(s): [[ ]] |  |

| 18 de noviembre de 2025 | San Marino | vs. | Suecia |                   |  |
|                         |            |     |        | Árbitro(s): [[ ]] |  |

### Grupo 11
| Equipo              | Pts | PJ | PG | PE | PP | GF | GC | Dif | Situación                         |
| ------------------- | --- | -- | -- | -- | -- | -- | -- | --- | --------------------------------- |
| Portugal            | 0   | 0  | 0  | 0  | 0  | 0  | 0  | 0   | Avanzan a Ronda Élite             |
| Bélgica             | 0   | 0  | 0  | 0  | 0  | 0  | 0  | 0   | Avanzan a Ronda Élite             |
| Macedonia del Norte | 0   | 0  | 0  | 0  | 0  | 0  | 0  | 0   | Posible Mejor 3ero. a Ronda Élite |
| Estonia             | 0   | 0  | 0  | 0  | 0  | 0  | 0  | 0   |                                   |

| 12 de noviembre de 2025 | Portugal | vs. | Estonia |                   |  |
|                         |          |     |         | Árbitro(s): [[ ]] |  |

| 12 de noviembre de 2025 | Macedonia del Norte | vs. | Bélgica |                   |  |
|                         |                     |     |         | Árbitro(s): [[ ]] |  |

| 15 de noviembre de 2025 | Portugal | vs. | Macedonia del Norte |                   |  |
|                         |          |     |                     | Árbitro(s): [[ ]] |  |

| 15 de noviembre de 2025 | Bélgica | vs. | Estonia |                   |  |
|                         |         |     |         | Árbitro(s): [[ ]] |  |

| 18 de noviembre de 2025 | Bélgica | vs. | Portugal |                   |  |
|                         |         |     |          | Árbitro(s): [[ ]] |  |

| 18 de noviembre de 2025 | Estonia | vs. | Macedonia del Norte |                   |  |
|                         |         |     |                     | Árbitro(s): [[ ]] |  |

### Grupo 12
| Equipo   | Pts | PJ | PG | PE | PP | GF | GC | Dif | Situación                         |
| -------- | --- | -- | -- | -- | -- | -- | -- | --- | --------------------------------- |
| Noruega  | 0   | 0  | 0  | 0  | 0  | 0  | 0  | 0   | Avanzan a Ronda Élite             |
| Alemania | 0   | 0  | 0  | 0  | 0  | 0  | 0  | 0   | Avanzan a Ronda Élite             |
| Armenia  | 0   | 0  | 0  | 0  | 0  | 0  | 0  | 0   | Posible Mejor 3ero. a Ronda Élite |
| Kosovo   | 0   | 0  | 0  | 0  | 0  | 0  | 0  | 0   |                                   |

| 8 de noviembre de 2025 | Noruega | vs. | Kosovo |                   |  |
|                        |         |     |        | Árbitro(s): [[ ]] |  |

| 8 de noviembre de 2025 | Armenia | vs. | Alemania |                   |  |
|                        |         |     |          | Árbitro(s): [[ ]] |  |

| 11 de noviembre de 2025 | Noruega | vs. | Armenia |                   |  |
|                         |         |     |         | Árbitro(s): [[ ]] |  |

| 11 de noviembre de 2025 | Alemania | vs. | Kosovo |                   |  |
|                         |          |     |        | Árbitro(s): [[ ]] |  |

| 14 de noviembre de 2025 | Alemania | vs. | Noruega |                   |  |
|                         |          |     |         | Árbitro(s): [[ ]] |  |

| 14 de noviembre de 2025 | Kosovo | vs. | Armenia |                   |  |
|                         |        |     |         | Árbitro(s): [[ ]] |  |

### Grupo 13
| Equipo            | Pts | PJ | PG | PE | PP | GF | GC | Dif | Situación                         |
| ----------------- | --- | -- | -- | -- | -- | -- | -- | --- | --------------------------------- |
| República Checa   | 0   | 0  | 0  | 0  | 0  | 0  | 0  | 0   | Avanzan a Ronda Élite             |
| Irlanda del Norte | 0   | 0  | 0  | 0  | 0  | 0  | 0  | 0   | Avanzan a Ronda Élite             |
| Malta             | 0   | 0  | 0  | 0  | 0  | 0  | 0  | 0   | Posible Mejor 3ero. a Ronda Élite |
| Azerbaiyán        | 0   | 0  | 0  | 0  | 0  | 0  | 0  | 0   |                                   |

| 12 de noviembre de 2025 | República Checa | vs. | Azerbaiyán |                   |  |
|                         |                 |     |            | Árbitro(s): [[ ]] |  |

| 12 de noviembre de 2025 | Malta | vs. | Irlanda del Norte |                   |  |
|                         |       |     |                   | Árbitro(s): [[ ]] |  |

| 15 de noviembre de 2025 | República Checa | vs. | Malta |                   |  |
|                         |                 |     |       | Árbitro(s): [[ ]] |  |

| 15 de noviembre de 2025 | Irlanda del Norte | vs. | Azerbaiyán |                   |  |
|                         |                   |     |            | Árbitro(s): [[ ]] |  |

| 18 de noviembre de 2025 | Irlanda del Norte | vs. | República Checa |                   |  |
|                         |                   |     |                 | Árbitro(s): [[ ]] |  |

| 18 de noviembre de 2025 | Azerbaiyán | vs. | Malta |                   |  |
|                         |            |     |       | Árbitro(s): [[ ]] |  |